# نجف أباد (شورآب)
نجف أباد (بالفارسية: نجف‌آباد) هي قرية تقع في إيران في قسم شورآب الريفي. يقدر عدد سكانها بـ 115 نسمة بحسب إحصاء 2016.